# Bernd Schildt
Bernd Schildt (* 11. September 1948 in Magdeburg) ist ein deutscher Rechtswissenschaftler.

## Leben
Er promovierte 1981 (Promotion A) in Halle zur „Spruchtätigkeit der Hallischen Juristenfakultät nach dem Wiener Kongress“ und habilitierte 1988 (Promotion B) mit: „Verfassung und Wirtschaftsrecht der spätfeudalen Landgemeinden im Spiegel thüringischer Dorfordnungen“. Kurz vor „Abwicklung“ der juristischen Fakultät 1990 wurde Schildt noch zum Hochschuldozenten für Rechtsgeschichte und Römisches Recht an der Universität Halle-Wittenberg berufen. Nach kurzer Tätigkeit als Rechtsanwalt erweiterte er 1994 seine Lehrbefugnis um Bürgerliches Recht an der Universität Würzburg mit „Bauer Gemeinde Nachbarschaft. Verfassung und Recht der Landgemeinde Thüringens in der frühen Neuzeit“. Bereits 1993 hatte er Lehrstuhlvertretungen an der Ruhr-Universität-Bochum übernommen, wo er am 1. November 1995 den Lehrstuhl für Rechtsgeschichte und Bürgerliches Recht übernahm.

## Forschung
Ein Schwerpunkt seiner Forschung war die Reichskammergerichtsforschung. Unter anderem entwickelte er Mitte der 1990er Jahre eine Datenbank, mit der Informationen aus 72.000 am Reichskammergericht anhängigen Verfahren zusammengeführt werden. 1999 bis 2001 war er auch Dekan seiner Fakultät, der er bis zur Emeritierung 2014 angehörte.

## Schriften (Auswahl)
- Die Spruchtätigkeit der Halleschen Juristenfakultät nach dem Wiener Kongress. Dissertation A. Universität	Halle, Rechts- und Wirtschaftswissenschaftliche Fakultät, 1980, DNB 810852683.
- Verfassung und Wirtschaftsrecht der spätfeudalen Landgemeinde im Spiegel thüringischer Dorfordnungen. Dissertation B. Universität Halle, 1988, DNB 890704686.
- Bauer – Gemeinde – Nachbarschaft. Verfassung und Recht der Landgemeinde Thüringens in der frühen Neuzeit. 2. Auflage. Shaker, Aachen 2006, ISBN 3-8322-4801-3 (1. Aufl.: Böhlau, Weimar 1996, ISBN 3-7400-0998-5; Zugleich: Habilitationsschrift, Universität Würzburg, 1994).
- Die Entwicklung der Zuständigkeit des Reichskammergerichts. Von der Kayserlichen Cammer-Gerichts-Ordnung Anno 1495 zum Concept der Cammer-Gerichts-Ordnung vom Jahr 1613. Erweiterte, ergänzte und veränderte Fassung des Vortrages vom 6. Oktober 2004 im Stadthaus am Dom zu Wetzlar. Gesellschaft für Reichskammergerichtsforschung, Wetzlar 2006, ISBN 3-935279-37-X.
- mit Friedrich Battenberg (Hrsg.): Das Reichskammergericht im Spiegel seiner Prozessakten. Bilanz und Perspektiven der Forschung. Tagung. Das Reichskammergericht im Spiegel seiner Prozessakten – 10.4.–13.4.2008 in Berlin. Köln 2010, ISBN 978-3-412-20623-9.
- mit Heiner Lück und Peter Junkermann (Hrsg.): Rolf Lieberwirth: Rechtshistorische Schriften II. Halle an der Saale 2016, ISBN 978-3-941226-42-5.